# Život
A Život egy Szlovákiában megjelenő képes hetilap.

## Története
1951. január 5-én alapították. Kezdetben 24 oldalon több mint 20 000 példányszámban jelent meg. A lap terjedelmét fokozatosan növelték. 1965-ben 32 oldalon, 1971-ben már 64 oldal terjedelemben jelent meg. Példányszáma az 1970-es években 150 000 körül volt.